# Ligne Llobregat - Anoia
La ligne Llobregat - Anoia est une ligne de chemin de fer espagnole appartenant aux Chemins de fer de la généralité de Catalogne (FGC) qui relie la ville de Barcelone aux comarques de l'Anoia et du Bages.
Elle débute à la gare de Barcelone-Plaça d'Espanya et se termine à deux endroits différents : la gare d'Igualada et la gare de Manresa Baixador.
La ligne est entièrement électrifiée, à écartement métrique et voie double ou simple selon les sections. Elle permet d'assurer les services d'une des douze lignes du métro de Barcelone et de huit lignes de train de banlieue.

## Historique

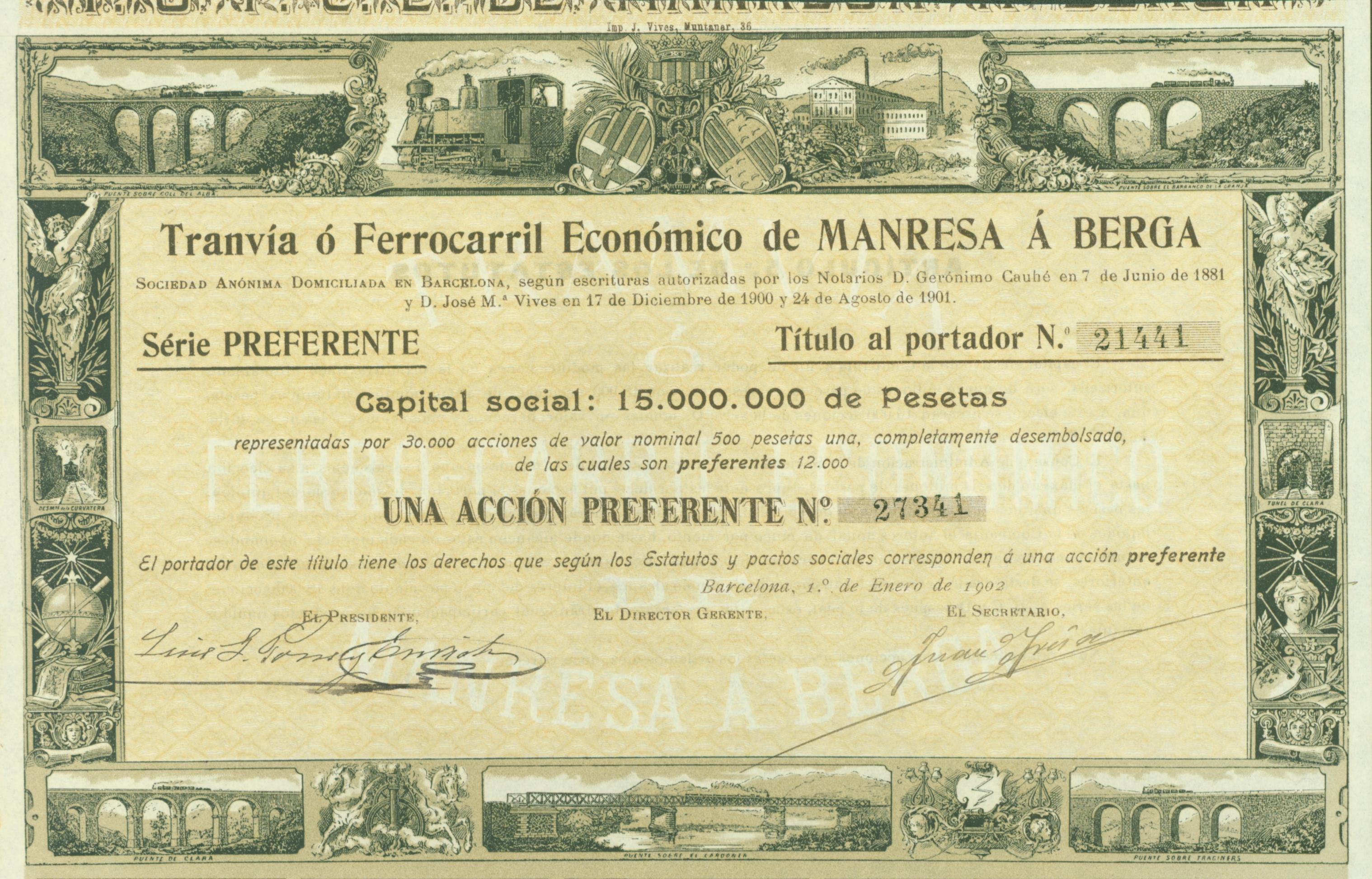
Action du chemin de fer Manresa-Berga en 1902.

La ligne est issue de la fusion de plusieurs lignes à écartement métrique ouvertes à la fin du XIXe siècle et au début du XXe siècle : le chemin de fer de Manresa à Berga et Guardiola de Berguedà mis en service en 1885, le chemin de fer central entre Martorell et Igualada inauguré en 1892, et le chemin de fer du nord-est reliant Barcelone et Martorell dès 1912.
À partir du 14 juillet 1919, ces trois lignes sont gérées par une seule entreprise, la Compagnie générale des chemins de fer de Catalogne (CGFC). À partir de 1926, l'infrastructure est progressivement enfouie et électrifiée. Plusieurs sections sont également doublées à compter de 1979. L'électrification prend fin en 1999.
En 1996, les noms des différents services de la ligne sont dotés d'un code alphanumérique plutôt qu'utiliser leurs terminus pour les identifier tandis qu'est mis en service le « métro du Bas Llobregat », qui garantit une fréquence de passage plus élevée. La ligne S3, qui relie Barcelone-Plaça d'Espanya à Molí Nou | Ciutat Cooperativa prend sept ans plus tard le code L8 afin de respecter la nomenclature des lignes du métro de Barcelone.

## Caractéristiques
La ligne parcourt au total 98 km, à double voie entre Barcelone et Olesa de Montserrat via Martorell et à simple voie sur le reste du tracé, et compte 41 stations. Elle est entièrement électrifiée sur un courant continu de 1 500 V. Ses rails sont à écartement métrique. Elle permet d'assurer les services d'une des douze lignes du métro de Barcelone et de huit lignes de train de banlieue.
Elle est surnommée le métro du Bas Llobregat (Metro del Baix Llobregat) sur la section entre Barcelone et Olesa de Montserrat.

### Services ferroviaires
| Service            | Début              | Fin                                    | Distance           |
| Métro de Barcelone | Métro de Barcelone | Métro de Barcelone                     | Métro de Barcelone |
| ------------------ | ------------------ | -------------------------------------- | ------------------ |
|                    | Plaça d'Espanya    | Molí Nou \| Ciutat Cooperativa         | 11,82 km           |
| Trains de banlieue |                    |                                        |                    |
|                    | Plaça d'Espanya    | Can Ros (Sant Vicenç dels Horts)       | 33,2 km            |
|                    | Plaça d'Espanya    | Olesa de Montserrat                    | 37,50 km           |
|                    | Plaça d'Espanya    | Martorell Enllaç                       | 30,25 km           |
|                    | Plaça d'Espanya    | Quatre Camins (Sant Vicenç dels Horts) | 17,91 km           |
|                    | Plaça d'Espanya    | Manresa Baixador                       | 63,15 km           |
|                    | Plaça d'Espanya    | Manresa Baixador (semi-direct)         | 63,15 km           |
|                    | Plaça d'Espanya    | Igualada                               | 65,45 km           |
|                    | Plaça d'Espanya    | Igualada (semi-direct)                 | 65,45 km           |

## Exploitation

### Matériel roulant
La ligne est servie par les rames de série 213 des FGC.

Rames
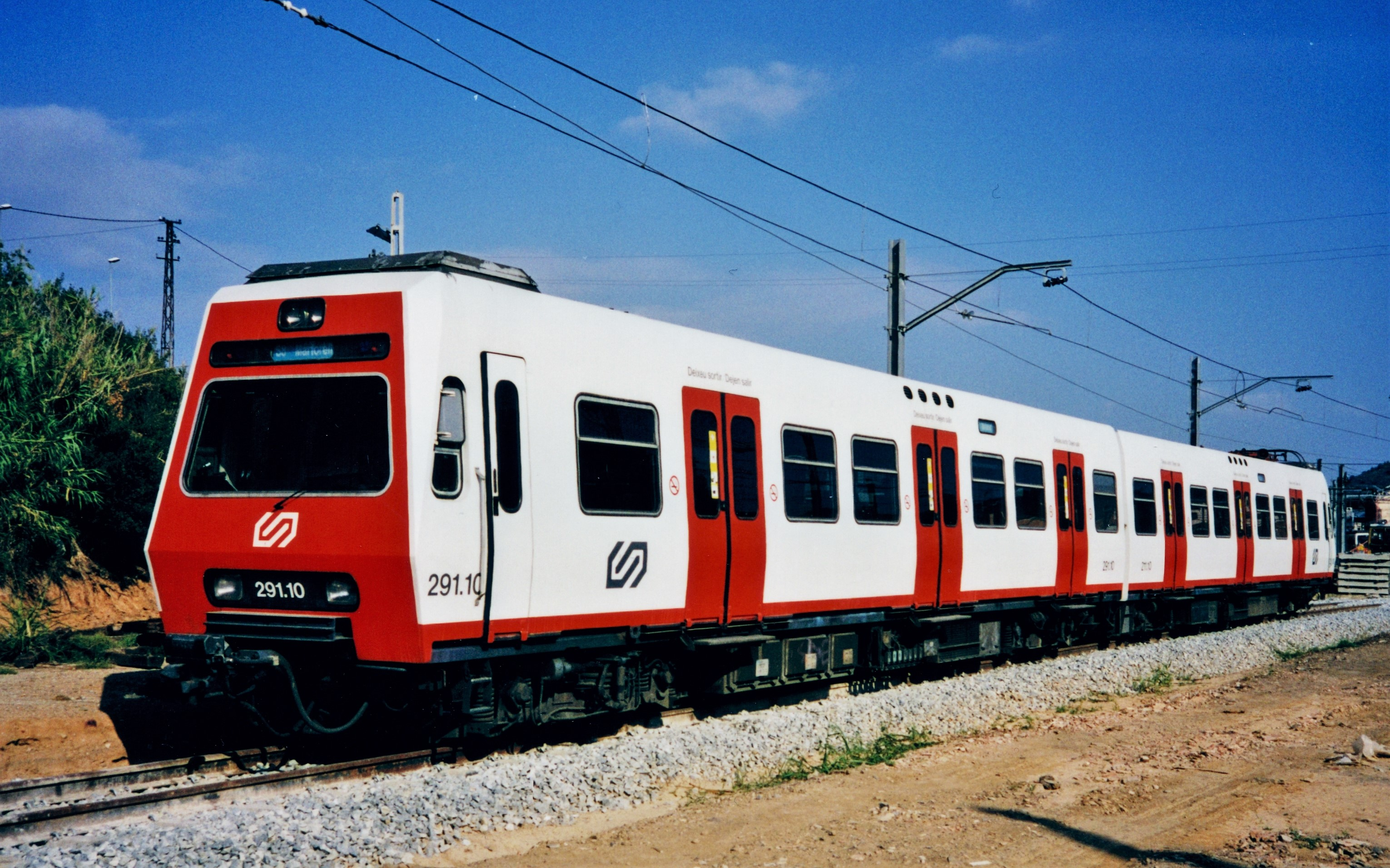
Série 211, en service entre 1987 et 2009.
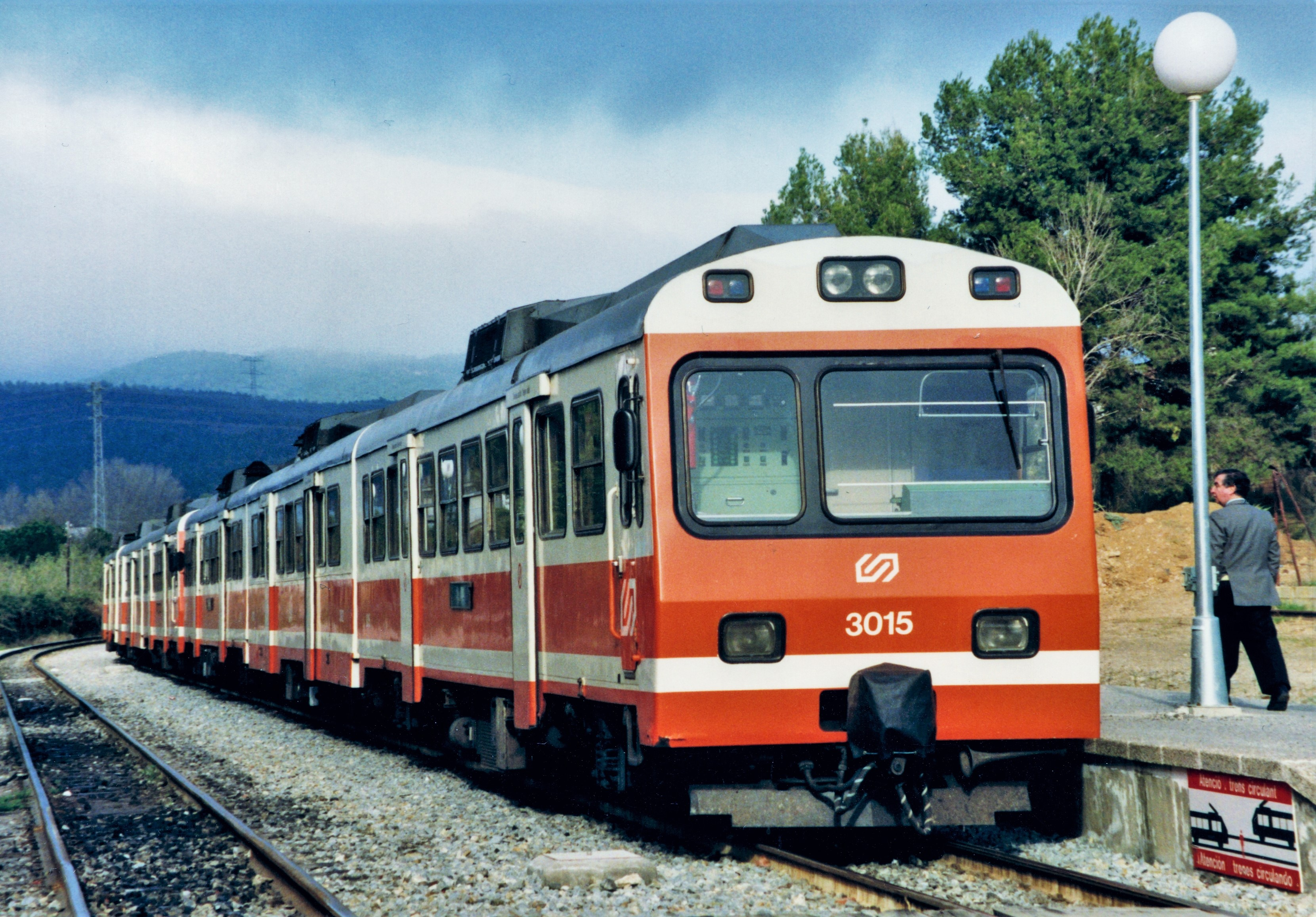
Série 3000, en service entre 1988 et 2007.
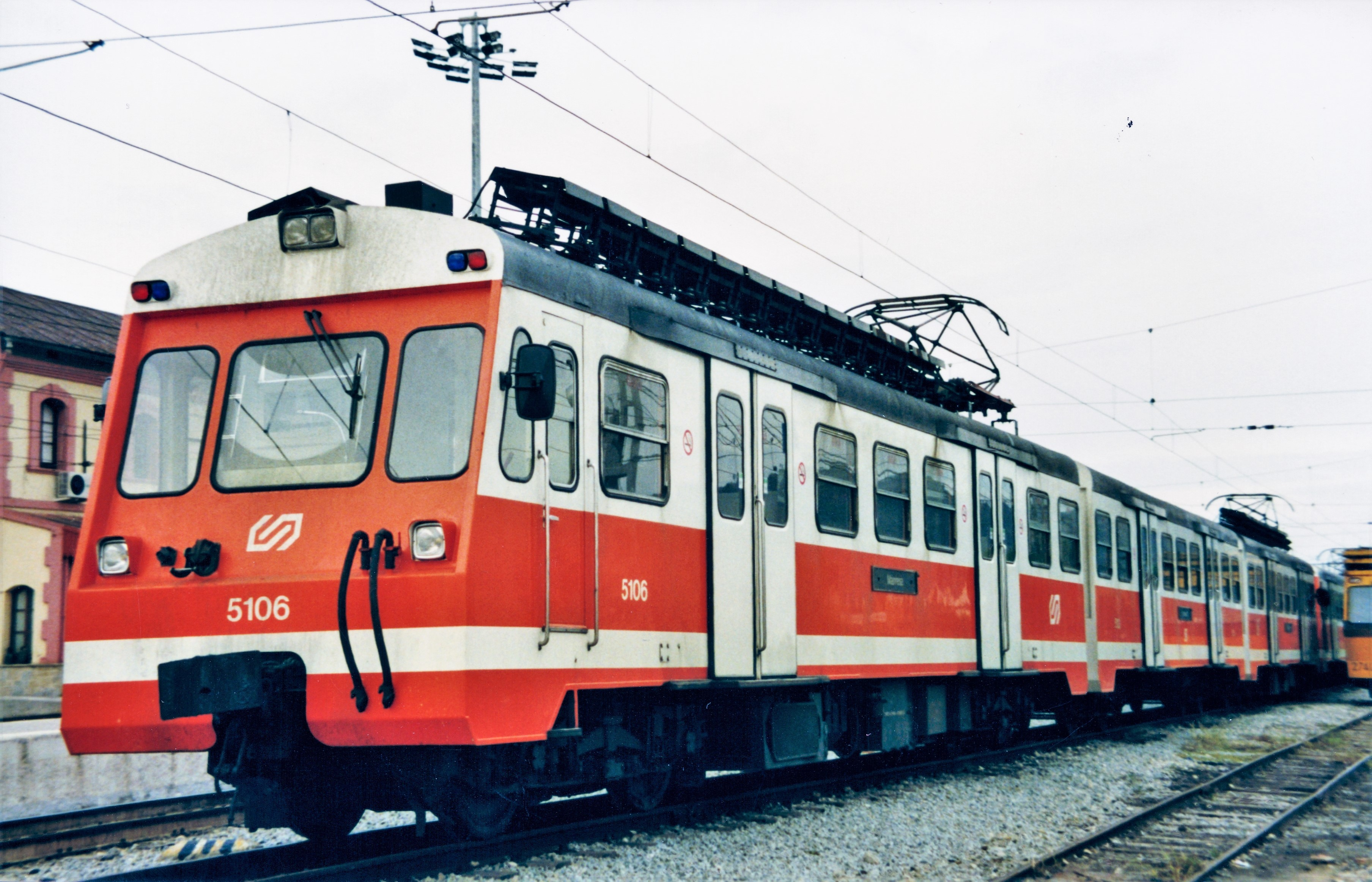
Série 5000, en service entre 1990 et 1999.
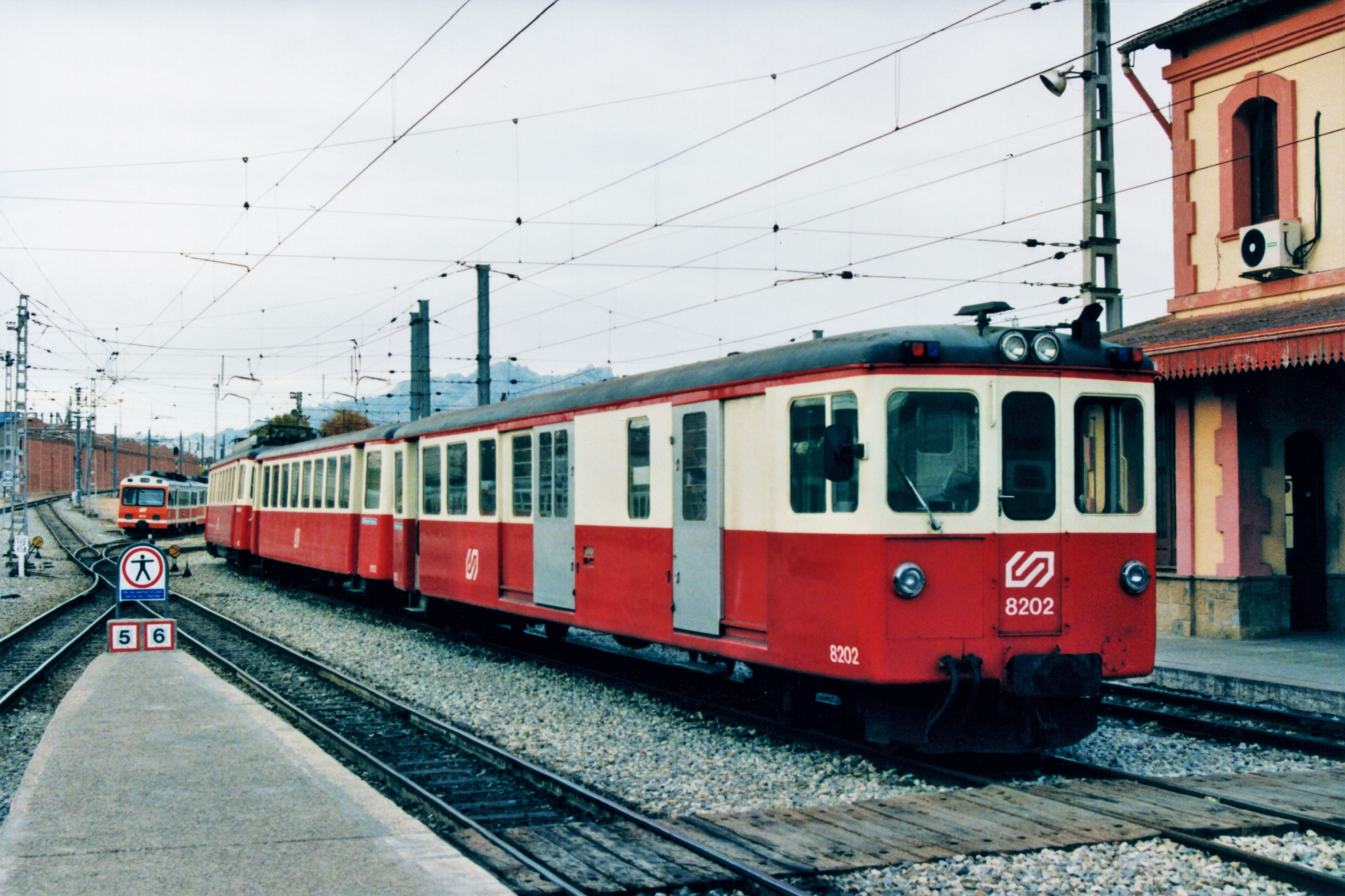
Série 8000, en service entre 1995 et 1999
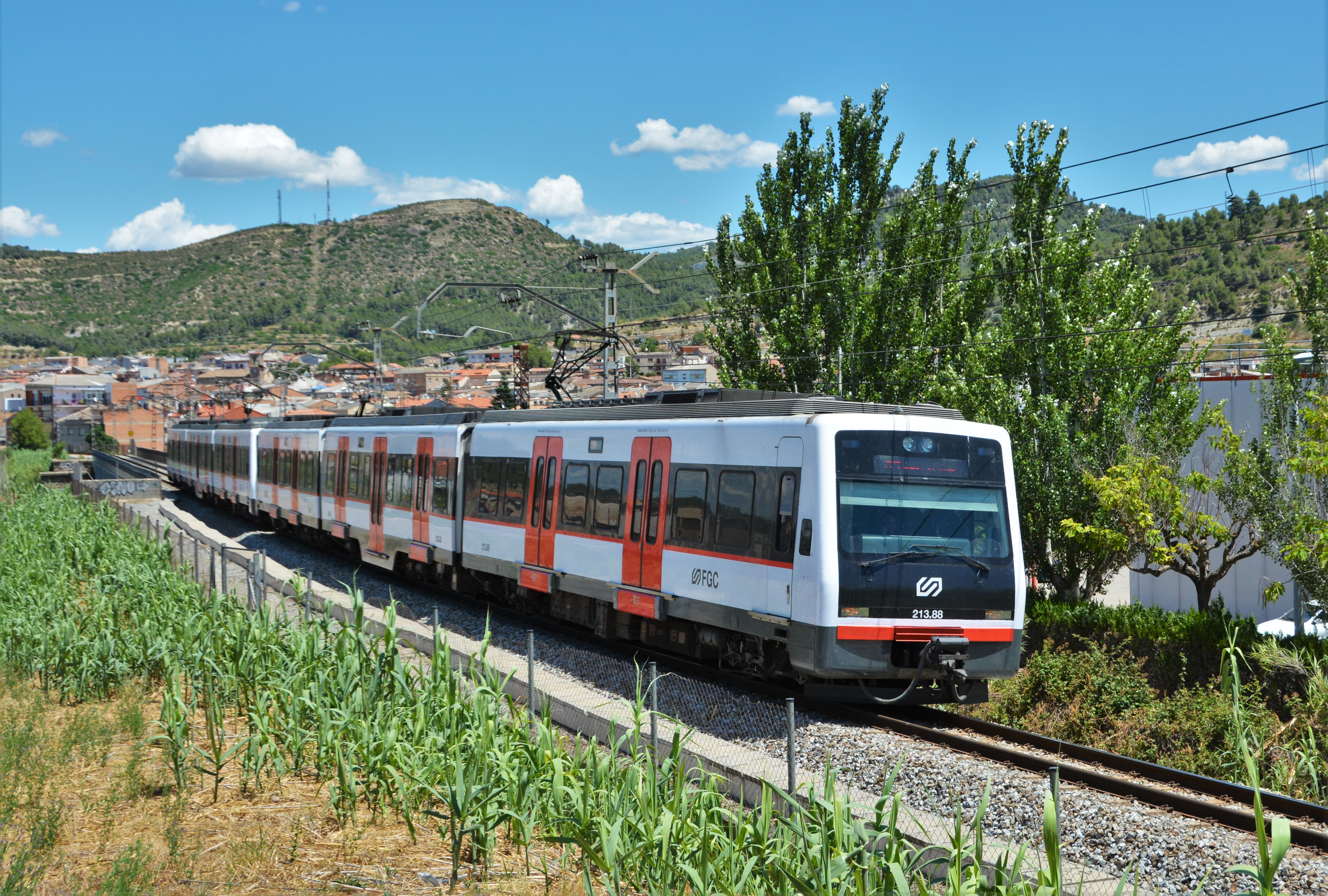
Série 213 sortant de Sant Vicenç de Castellet.

## Projets
Le plan directeur des infrastructures (PDI) 2021-2030 prévoit : 
- la prolongation de la ligne 8 du métro de Barcelone à partir de Plaça d'Espanya jusqu'à Gràcia, où elle sera en correspondance avec la ligne Barcelone - Vallès, en passant par Hospital Clínic (L5) et Francesc Macià (Trambaix) ;
- la réalisation d'une étude informative concernant la construction d'un tronçon à travers Sant Boi de Llobregat comptant deux nouvelles stations.